# Зайвий квиток
«Зайвий квиток» («Лишний билет») — радянський художній фільм 1982 року, знятий режисером Ігорем Владимировим на кіностудії «Мосфільм».

## Сюжет
Через місяць після весілля молодята почали сваритися. І тоді з'явився добрий, але нещасливий чарівник, кредо якого робити щасливими інших.

## У ролях
- Олена Соловей — Ірина
- Михайло Боярський — Володя
- Ігор Владимиров — Василь Васильович
- Варвара Владимирова — Варя, дочка Василя Васильовича
- Юрій Темирканов — диригент
- А. Лапухін — епізод
- О. Машков — епізод
- Микола Коломієць — епізод
- Костянтин Сітников — епізод

## Знімальна група
- Режисер — Ігор Владимиров
- Сценарист — Вадим Коростильов
- Оператори — Михайло Демуров, Віктор Епштейн
- Композитор — Ольга Петрова
- Художник — Костянтин Форостенко